# 컨텐더 (2000년 영화)
《컨텐더》(영어: The Contender)는 미국에서 제작된 로드 루리 감독의 2000년 정치 드라마 영화이다. 게리 올드먼, 조앤 앨런, 제프 브리지스, 크리스천 슬레이터 등이 출연하였고, 빌리 베어 등이 제작에 참여하였다.
이 영화는 가공의 미국 대통령(브리지스 분)에게 초점을 맞추고 있으며, 새 부통령(앨런 분)의 지명을 둘러싸고 벌어지는 사건을 다룬다.
2001년 제73회 아카데미상에서 여우주연상(앨런)과 남우조연상(브리지스) 후보에 올랐다.

## 출연
- 게리 올드먼 - 셸던 러니언 역
- 조앤 앨런 - 레인 빌링스 핸슨 역
- 제프 브리지스 - 잭슨 에번스 역
- 크리스천 슬레이터 - 레지널드 웹스터 역
- 샘 엘리엇 - 커밋 뉴먼 역
- 윌리엄 피터슨 - 잭 해서웨이 역
- 솔 루비넥 - 제리 톨리버 역
- 필립 베이커 홀 - 오스카 빌링스 역
- 마이크 바인더 - 루이스 홀리스 역
- 로빈 토머스 - 윌리엄 핸슨 역
- 캐스린 모리스 - 페이지 윌러미나 역
- 매리얼 헤밍웨이 - 신시아 찰턴 리 역

## 기타 제작진
- 공동 제작: 스콧 시프먼
- 배역: 메리 조 슬레이터
- 미술: 알렉산더 해먼드
- 의상: 매슈 제이컵슨